# Basilique Saint-Joseph du quartier Trionfale
Pour les articles homonymes, voir Basilique Saint-Joseph.
La basilique Saint-Joseph du quartier Trionfale (en italien : basilica di San Giuseppe al Trionfale) est située à Rome, dans le quartier Trionfale. Elle a été construite de 1909 à 1912.

## Histoire
Sa construction a débuté en 1909, grâce à un financement privé, et le soutien économique du Saint-Siège. Aristide Leonori a construit cet impressionnant bâtiment, situé à proximité des murs du Vatican, dans le quartier populaire Trionfale.
L'église fut ouverte au culte le 24 mai 1912.
L'église de San Giuseppe al Trionfale a été, dès sa fondation, confiée aux prêtres de la Congrégation des Serviteurs de la Charité - Opera don Guanella. Elle a ensuite reçu le titre de basilique mineure par le pape Paul VI le 19 mars 1970.
La basilique conserve encore aujourd'hui une forte tradition folklorique : l'habituel cortège du 19 mars a une importance particulière, avec la statue du saint portée sur les épaules à travers les rues du quartier. 

## Galerie

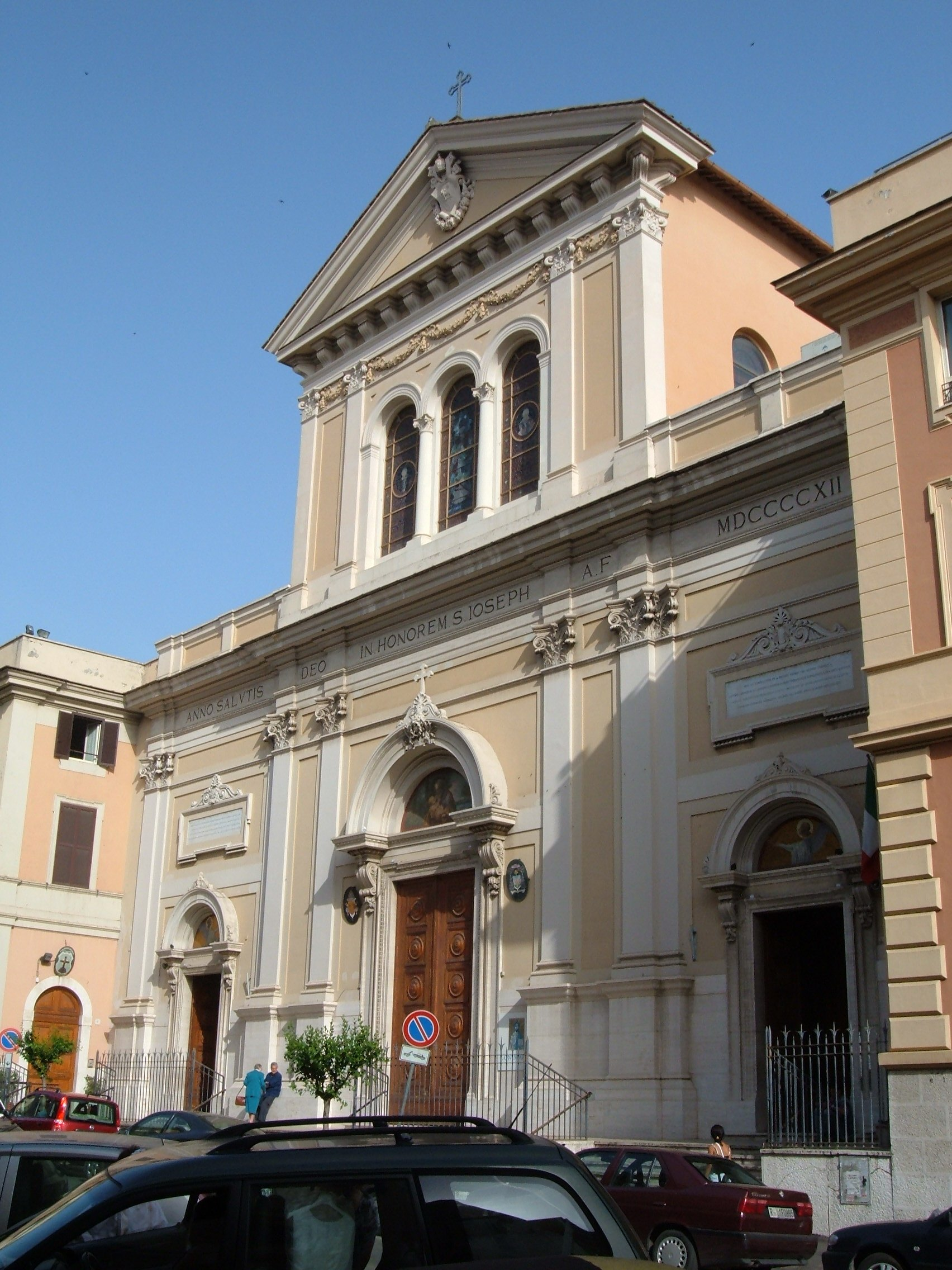
La façade
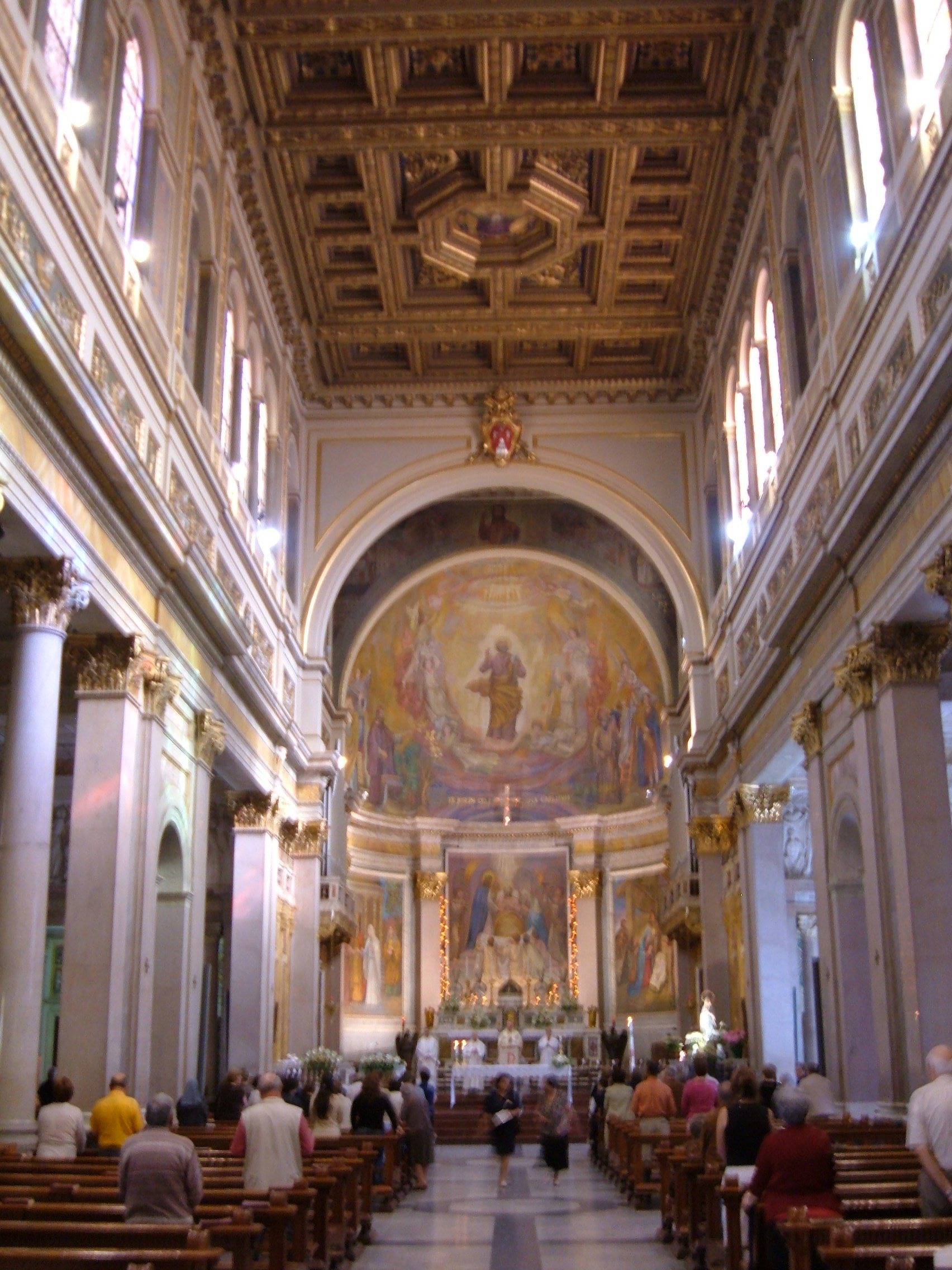
L'intérieur